# Hmotnostní bilance ledovce

Globální hmotnostní bilance ledovců za posledních padesát let, dle hlášení WGMS a NSIDC. Klesající trend na konci 80. let je příznačný pro zvýšenou rychlost a počet ustupujících ledovců.

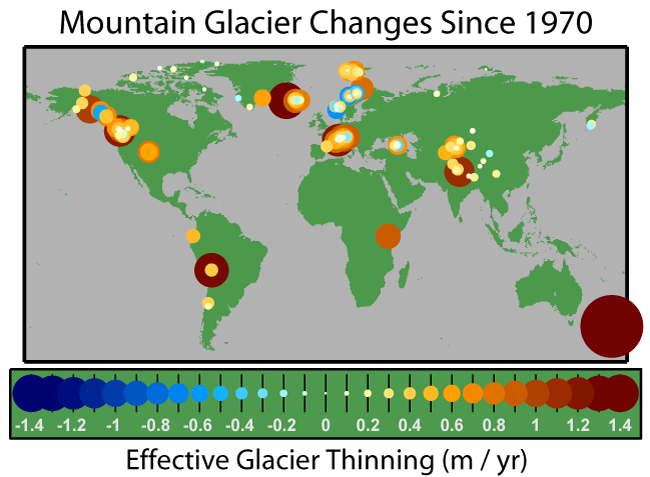
Mapa hmotnostních bilancí horských ledovců od roku 1970; žlutá a červená barva ukazuje ústup a modrá barva nárůst. Jak je vidět výše, sedmdesátá léta byla dekádou pozitivnější hromadné bilance než období 1980–2004.

Rozhodující pro přežití ledovce je jeho hmotnostní bilance nebo povrchová hmotnostní bilance, rozdíl mezi akumulací a ablací (sublimací a tavením). Globální oteplování může způsobit kolísání teploty i sněžení, což může vést ke změnám v hmotnostní bilance.  Změny v hmotnostní bilanci řídí dlouhodobé chování ledovce a jsou nejcitlivějšími klimatickými ukazateli na ledovci. V letech 1980–2012 je průměrná kumulativní hmotnostní ztráta ledovců, které hlásí hmotnostní bilanci Světové monitorovací službě ledovců, −16 m. To zahrnuje 23 po sobě jdoucích let záporných hmotnostních bilancí.

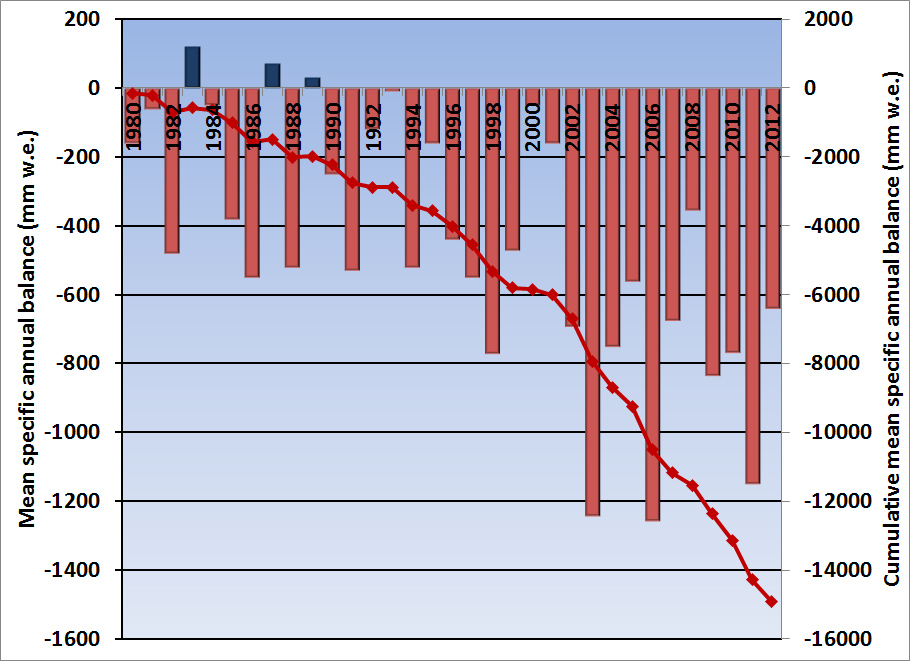
Graf roční a kumulativní hmotnostní bilance ledovců z údajů služby World Glacier Monitoring Service

Ledovec s udržovanou zápornou bilancí není v rovnováze a ustoupí, zatímco ten s udržovanou kladnou rovnováhou je v rovnováze a bude postupovat. Ústup ledovce vede ke ztrátě oblasti s nízkou nadmořskou výškou ledovce. Protože vyšší nadmořské výšky jsou chladnější než nižší, odtátí nejnižší části ledovce snižuje celkovou ablaci, čímž zvyšuje hmotnostní bilanci a potenciálně obnovuje rovnováhu. Pokud je však hmotnostní bilance významné části akumulační oblasti ledovce záporná, je v nerovnováze s místním podnebím. Takový ledovec se bude rozplývat s pokračováním tohoto místního podnebí.  Klíčovým příznakem nerovnováhy ledovce je ztenčování po celé délce ledovce. Například ledovec Easton se pravděpodobně během několika desetiletí zmenší na polovinu své velikosti, ale s pomalým tempem zmenšování a stabilizuje se na této velikosti, navzdory vyšší teplotě. Ledovec Grinnell se však bude zmenšovat s rostoucí rychlostí, dokud nezmizí. Rozdíl je v tom, že horní část ledovce Easton zůstává zdravá a zasněžená, zatímco dokonce i horní část ledovce Grinnell je holá, tající a ztenčená. Malé ledovce s mělkými svahy, jako je ledovec Grinnell, pravděpodobně spadnou do nerovnováhy, pokud dojde ke změně místního podnebí.
V případě kladné hmotnostní bilance bude ledovec pokračovat v rozšiřování své oblasti s nízkou nadmořskou výškou, což povede k dalšímu tání. Pokud to stále nevytváří rovnovážnou rovnováhu, ledovec bude pokračovat v postupu. Pokud se ledovec nachází v blízkosti velké vodní plochy, zejména oceánu, může ledovec postupovat, dokud ztráty způsobené telením ledovce nepřinesou rovnováhu.

## Definice

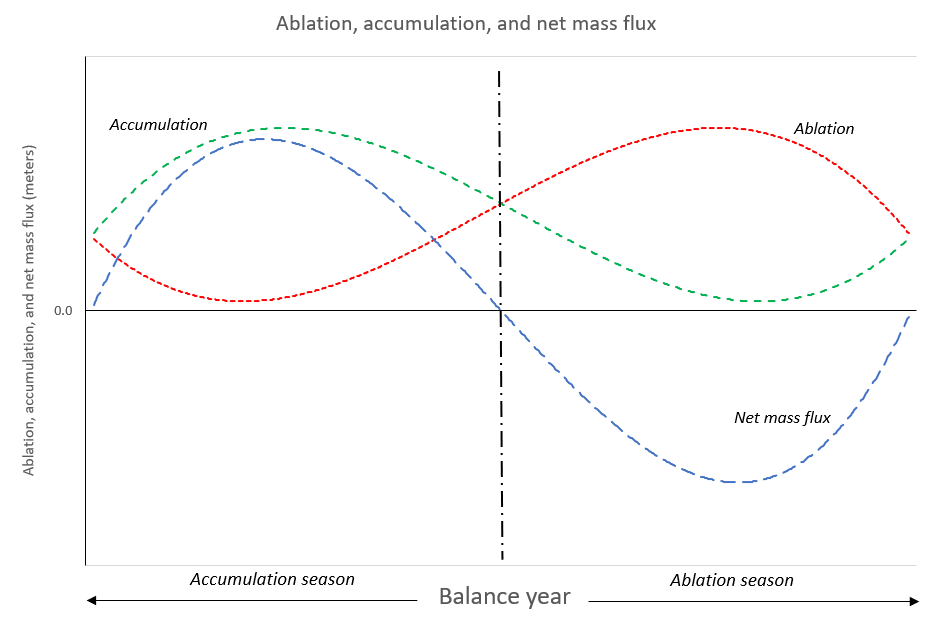
Akumulace, ablace (zde zobrazená jako kladná) a čistý hmotnostní tok ledovce (součet obou, přičemž ablace je považována za zápornou). Bilanční rok je kombinací akumulační sezóny a ablační sezóny.

### Akumulace (nashromáždění)
Různé procesy, kterými může ledovec získat hmotu, se souhrnně nazývají akumulace. Nejviditelnější formou akumulace je sněžení. Laviny, zejména ve strmém horském prostředí, mohou také přidat masu na ledovec. Mezi další metody patří ukládání větrem zavátého sněhu; zmrazení kapalné vody, včetně dešťové a tajícího sněhu; ukládání mrazu v různých formách; a rozšíření plovoucí plochy ledu zamrznutím dalšího ledu. Sněžení je obecně převládající formou akumulace, ale ve specifických situacích mohou být důležitější jiné procesy; například laviny mohou být mnohem důležitější než sněžení v malých karových pánvích. 
Akumulaci lze měřit v jednom bodě na ledovci nebo v jakékoli oblasti ledovce. Jednotky akumulace jsou metry: 1 metr akumulace znamená, že další množství ledu pro tuto oblast, pokud by se změnilo na vodu, by zvýšilo hloubku ledovce o 1 metr.
Hmotnostní bilance ledovce je čistá změna jeho hmotnosti za bilanční rok nebo pevný rok. Pokud akumulace v daném roce překročí ablaci, je hmotnostní bilance kladná; platí-li opak, hmotnostní bilance je záporná. Tyto termíny lze aplikovat na určitý bod ledovce, aby se získala „specifická hmotnostní bilance“ pro tento bod; nebo na celý ledovec nebo na jeho jakoukoli menší část. 

### Ablace
Ablace je opakem akumulace: zahrnuje všechny procesy, kterými může ledovec ztrácet hmotu. Hlavním ablačním procesem pro většinu ledovců, které jsou zcela na pevnině, je tání; teplo, které způsobuje tání, může pocházet ze slunečního záření nebo z okolního vzduchu nebo z deště padajícího na ledovec nebo z geotermálního tepla pod ledovcovým korytem. Sublimace ledu na páru je důležitým ablačním mechanismem pro ledovce v suchých prostředích, vysokých nadmořských výškách a velmi chladných prostředích a v některých případech může být zodpovědná za všechny ztráty povrchového ledu, jako je to např. ledovce Taylor na Transantarktickém pohoří v Antarktidě. Sublimace ve srovnání s tání spotřebuje velké množství energie, takže vysoká úroveň sublimace má za následek snížení celkové ablace. 
Sníh z ledovců může také erodovat větrem, laviny mohou odstraňovat sníh a led; což může být u některých ledovců důležité. Telení, při kterém se led odděluje od čela ledovce, které končí vodou a které vytváří ledové hory, je pro mnoho ledovců významnou formou ablace. 
Stejně jako u akumulace lze ablaci měřit v jednom bodě na ledovci nebo v jakékoli oblasti ledovce a jednotkami jsou metry. 

### Míra, hromadný tok a bilanční rok
Ledovce typicky hromadí hmotu během části roku a po zbytek roku hmotu ztrácejí; jedná se o „akumulační sezónu“ a „ablační sezónu“. Tato definice znamená, že míra akumulace je větší než míra ablace během akumulační sezóny a během ablační sezóny je to naopak.  „Bilanční rok“ je definován jako čas mezi dvěma po sobě jdoucími minimy v hmotě ledovců - tj. od začátku jedné akumulační sezóny do začátku další. Sněhová plocha na těchto minimech, kde se sníh začíná hromadit znovu na začátku každé akumulační sezóny, je ve stratigrafii sněhu identifikovatelná, takže použití bilančních let k měření hmotnostní bilance ledovce je známé jako stratigrafická metoda. Alternativou je použití pevného kalendářního data, ale to vyžaduje každoroční terenní návštěvu ledovce k tomuto datu, a proto není vždy možné přesně dodržet přesná data s metodou pevného roku. 

### Hmotnostní bilance
U mnoha ledovců se akumulace koncentruje v zimě a ablace v létě; tyto se označují jako ledovce „akumulace zimy“. U některých ledovců vede místní klima k akumulaci a ablaci, ke kterým dochází ve stejné sezóně. Ty jsou známé jako ledovce „letní akumulace“; příklady lze nalézt v Himálaji a Tibetu. Vrstvy, díky nimž lze snadno akumulovat ledovce s akumulací zimy pomocí stratigrafické metody, nejsou použitelné, proto je vhodnější sledovat pevné datum. 

### Rovnovážná čára
U zimních akumulačních ledovců je specifická hmotnostní bilance obvykle pozitivní pro horní část ledovce - jinými slovy, akumulační plocha ledovce je horní část jeho povrchu. Hranice oddělující akumulační oblast od ablační oblasti - spodní části ledovce - se nazývá rovnovážná čára; je to čára, na kterém je konkrétní čistý zůstatek nulový. Nadmořská výška rovnovážné linie je klíčovým ukazatelem zdraví ledovce; a protože tato nadmořská výška se obvykle měří snadněji než celková hmotnostní bilance ledovce, často se bere jako náhrada za hmotnostní bilanci. 

### Symboly
Nejčastěji používané standardní proměnné ve výzkumu hmotnostní bilance jsou: 
- a - ablace
- c - akumulace
- b - hmotnostní bilance (c + a)
- ρ - hustota
- h - tloušťka ledovce
- S - oblast, plocha
- V - objem
- AAR - poměr akumulační plochy
- ELA - rovnovážná nadmořská výška

Ve výchozím stavu se termín malými písmeny vztahuje k hodnotě v určitém bodě na povrchu ledovce; výraz psaný velkými písmeny označuje hodnotu napříč celým ledovcem. 